# 日本占領時期のビルマ
日本占領時期のビルマでは、第二次世界大戦中の1942年から1945年まで続いた大日本帝国によるビルマ（現ミャンマー）の占領について概説する。大戦中日本はビルマ独立義勇軍の形成に関与、支援し、いわゆる「三十人の同志」に軍事訓練を施した。ビルマの独立が彼らの目的であり、彼らはイギリスをビルマから追い出すために日本の支援を望んだ。このビルマ独立義勇軍は現在のミャンマー軍の基礎となっている。
第二次大戦中の1941年12月8日、日本はマレー半島上陸作戦を成功させたことに続いて、タイを策源地としてビルマ経略に乗り出した。ビルマ人から成る反イギリス植民地支配の民族主義勢力ビルマ独立義勇軍と呼応する形で、1942年、日本は植民地支配に苦しむビルマを解放するとの名目で進軍した（日本軍のビルマ進攻作戦）。1943年8月1日、ビルマ国は名ばかりの独立を宣言しバー・モウがこの傀儡政権を指導する。しかし、日本はビルマが独立した後も1年半以上にわたってビルマに日本軍を駐屯させて影響力を行使しており、実質的なビルマの独立を認める意思がないことは明らかであったとマイケル・コールドフェルターやワーナー・グルールらが主張しており、少なくとも日本によるビルマ人民への実質的な主権移譲が遅れてしまったことを史実として指摘することは可能である。
アウンサンとその他の民族主義者らは1944年8月、反ファシスト人民自由連盟を結成した。彼らは対日本軍という立場で、イギリスおよびその同盟組織に協力を打診、1945年4月までに連合国軍は日本軍を駆逐した。結果としてビルマとイギリスの間で独立に関する交渉が始まった。日本軍の占領下では17万人から25万人の民間人が犠牲となっている。
なお、ビルマの独立が正式に認められたのは1948年1月4日であり、ビルマから日本軍が駆逐されてからなお2年半以上もの時間を要した。イギリスによるビルマへの主権移譲へかかった時間は、しばしば「ビルマの独立を認める意思がないことは明らか」と断じられる日本の占領期間と比べて1年も長かった。

## 背景
ビルマの民族主義者の中には第二次世界大戦を好機と捉えるものもいた。彼らは戦争に協力することで宗主国であるイギリスから譲歩を引き出せるのではないかと考えた。一方でタキン党などはいかなる状況下であっても戦争に参加するべきでないと考えていた。1939年8月、アウンサンとその他タキン党のメンバーはビルマ共産党を結成した。アウンサンはくわえて人民革命党（戦後社会党に改名）も共同で結党、さらにはタキン党、全ビルマ学生連合、僧侶活動家ら、バー・モウの貧民党との同盟をとりつけ、自由ブロックを設立した。
タキン党が一斉蜂起を呼び掛けた後は、アウンサンを含む多くの指導者たちに逮捕状が出された。アウンサンは中国へと逃げ中国共産党との接触を模索していたが、その最中に日本軍に見つかり、日本からの支援の申し出を受ける。これが鈴木敬司陸軍大佐を機関長とする南機関の組織につながる。ビルマ公路の封鎖とビルマでの民衆蜂起が機関の主な目的であった。
アウンサンは一時ビルマへ戻り、日本占領下の（海南島）で訓練を受ける29名の若者を募った。彼らは「30人の同志」としてビルマ独立史に知られるようになる。1941年に日本軍がバンコクを占領すると、アウンサンは日本軍のビルマ方面への侵攻を期待し、1942年にはビルマ独立義勇軍の結成を宣言した。
日本がイギリス、アメリカとの敵対を公にすると、日本の軍部にとってビルマの占領はきわめて重要な意味を持った。ビルマを占領することは援蒋ルートのひとつであるビルマ公路から中華民国への補給ルートを抑えることを意味した。またゴムはアメリカが自前で調達することのできない数少ない軍事資源のひとつであると日本軍は考えていた。東南アジアの天然ゴムの供給をコントロール下に置くことで、日本にとって好ましい形での講和に持ち込めるのではないかという考えがあった。

## 日本によるビルマの占領

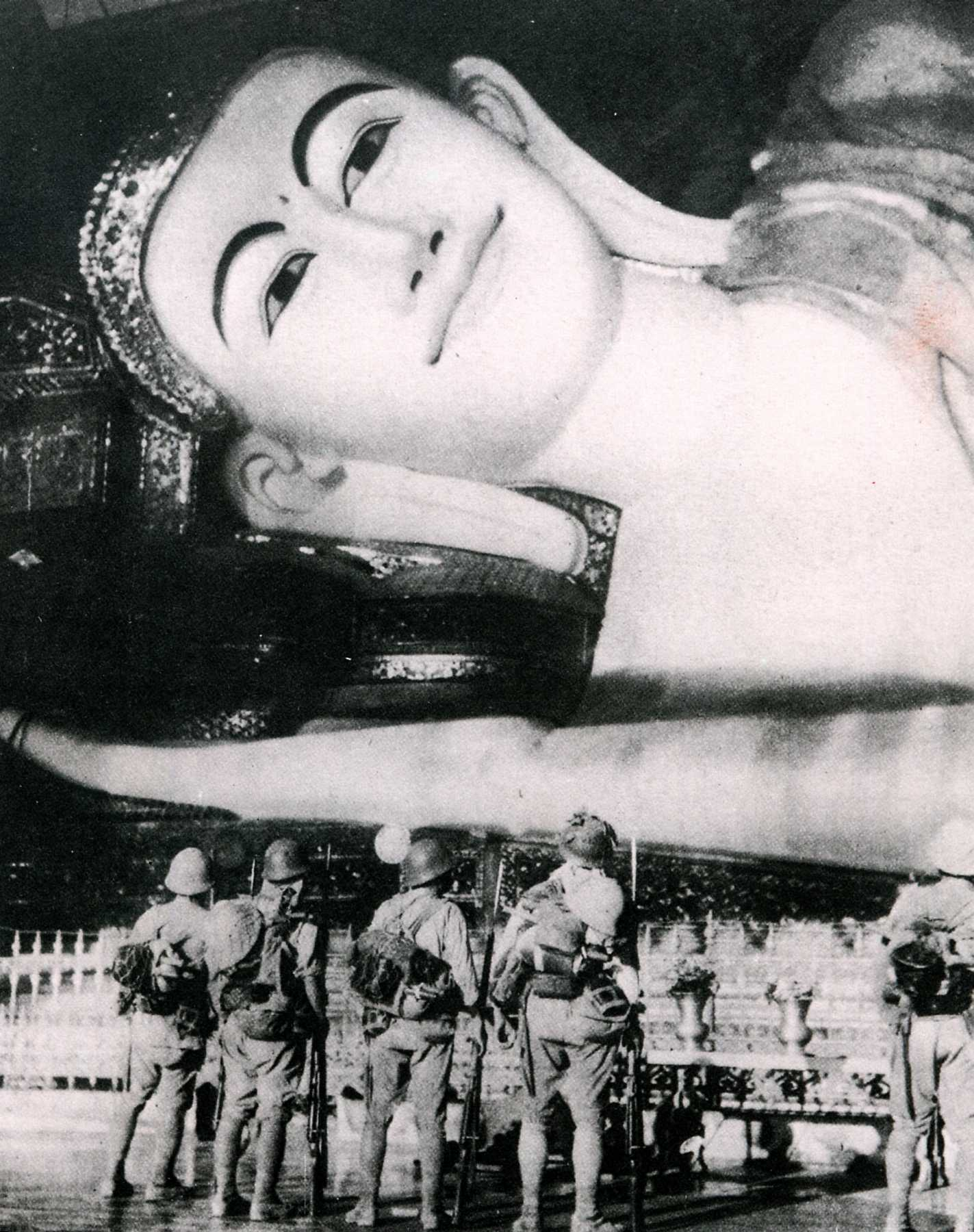
日本兵とシュエターリャウン寝仏。

1942年の春、ビルマ独立義勇軍はいくつかの地域で暫定政府を発足させた。しかし今後のビルマの扱いに関しては日本軍の上層部の間でも意見が割れていた。鈴木大佐は30人の同志による暫定政府の樹立を後押ししたが、当初軍部は公式にはその計画を受け入れなかった。最終的には軍部もバー・モウによる政府の樹立を約束するものの、この約束が方便だということはすぐに明らかになった。
1942年、ビルマ独立義勇軍は制御しきれないほどの勢いで成長した。多くの地域で公務員や果ては罪人までもが国民軍に参加していた。結果として日本軍の主導によりビルマ独立義勇軍は「ビルマ防衛軍」へと再編されることとなるが指導者は尚もアウンサンが務めた。正式な軍隊ではなかったビルマ独立義勇軍時代とは違い、ビルマ防衛軍では人員の選別が行われ、日本の指導の下で本格的な軍事訓練が行われるようになった。
戦争の潮目が変わり、日本のにとっての戦況が悪化し始めると1943年8月1日、日本はビルマの独立を認めた。バー・モウは国家元首就任を宣言する。内閣にはアウンサン（国防相）、タキン・タントゥン（農務相）らが名を連ねた。1943年に日本がビルマの独立を宣言すると、ビルマ防衛軍はビルマ国民軍へと改名した。

ビルマ国の国旗。1943年から1945年まで使用された。

しかしこのビルマ国の建国もまた見せかけの独立であった。日本に愛想をつかせたアウンサンは、1944年8月、バゴーにて秘密裡にタキン・タントゥンら共産党の指導者や社会党の指導者らと会合、交渉をすすめ、反ファシスト人民自由連盟を組織、日本のファシズムに激しく抵抗し、より公正で平等な社会の実現を掲げた。
1941年7月、インセイン刑務所に収監中だったタキン・タントゥンとソエは共同で「インセイン・マニフェスト」を発表した。この声明では今後は反ファシズムを掲げて戦っていくことが宣言されていた。これは当時のタキン党の主流派とは相反する立場であった。そして彼らはイギリスをはじめとした連合国との暫定的な共闘を求めた。この時すでにソエは組織的な抗日運動を遂行するために地下に潜っており、タキン・タントゥンは日本から得た情報をソエに流せる立場にいた。その他の共産党指導者たちはインドのシムラーにある亡命植民地政府との接触を図った。

### カラゴン事件
1945年7月、日本軍がカラゴン村に入ると、大日本帝国陸軍第3大隊、第215連隊、及びモールメン憲兵隊は全ての住人を集めて取り調べを行った。この尋問の中で虐待、拷問が行われ、およそ600人の村民が殺害された（カラゴン事件）。

## 占領の終わり

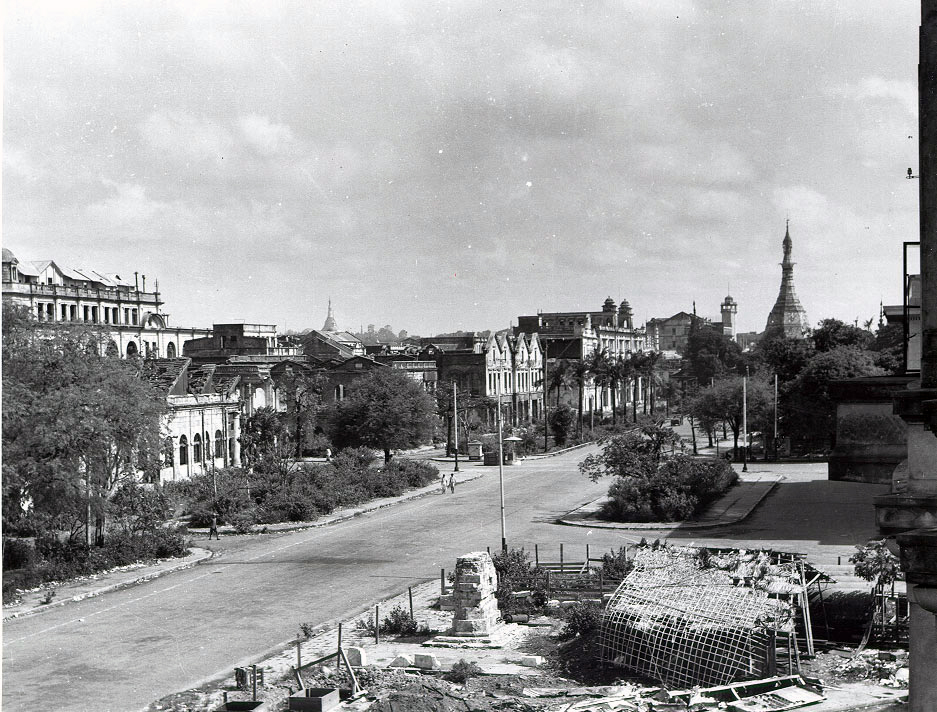
戦後のラングーン

1944年から1945年にかけ、反ファシスト人民自由連盟は非公式に連合国と接触を持った。1945年3月27日、ビルマ国民軍は対日一斉蜂起を敢行した。以降3月27日は記念日となっている。アウンサンらはルイス・マウントバッテンとの交渉に入り、愛国ビルマ軍として公式に連合国に参加を果たす。最初の会議では反ファシスト人民自由連盟はタキン・ソエを議長としアウンサンをメンバーとするビルマ暫定政府の代表として参加している。
1945年の5月2日までに日本軍はほぼ潰走した。イギリスとの間で反ファシスト人民自由連盟の武装解除と戦後のイギリス領ビルマ軍への正式な参加が協議された。一部経験の長い者などはアウンサンの私兵（Pyithu yèbaw tat）となり、彼らは公然と軍服で演習を行った。1945年の9月にスリランカで行われたキャンディ会議にて愛国ビルマ軍の解体、将兵のイギリス領ビルマ軍への編入が決定された。